# Grafmonument van de familie Nizet
Het grafmonument van de familie Nizet op de begraafplaats nabij de Kapel in 't Zand is een monumentaal grafmonument in de Nederlandse stad Roermond.

## Achtergrond
De familie Nizet was een van de belangrijkste ondernemersfamilies in Roermond. Het rijk gedecoreerde 19e-eeuwse grafmonument is te vinden vooraan op de begraafplaats. Het monument met neoclassicistische kenmerken werd gemaakt door de Roermondse beeldhouwer Jean Geelen. 

## Beschrijving
Het grafmonument bestaat uit een zandstenen sarcofaag op een hardstenen basement. Boven op de plaat is een zandstenen beeldengroep te zien. Een vrouw knielt bij de baar van de overledene, achter de baar staat een engel die met een hand naar de hemel wijst. De sarcofaag is versierd met in reliëf florale ornamenten, lauwerkransen en een kruis. Een witmarmeren plaat aan de voorzijde vermeldt "Rustplaats familie J. Nizet".

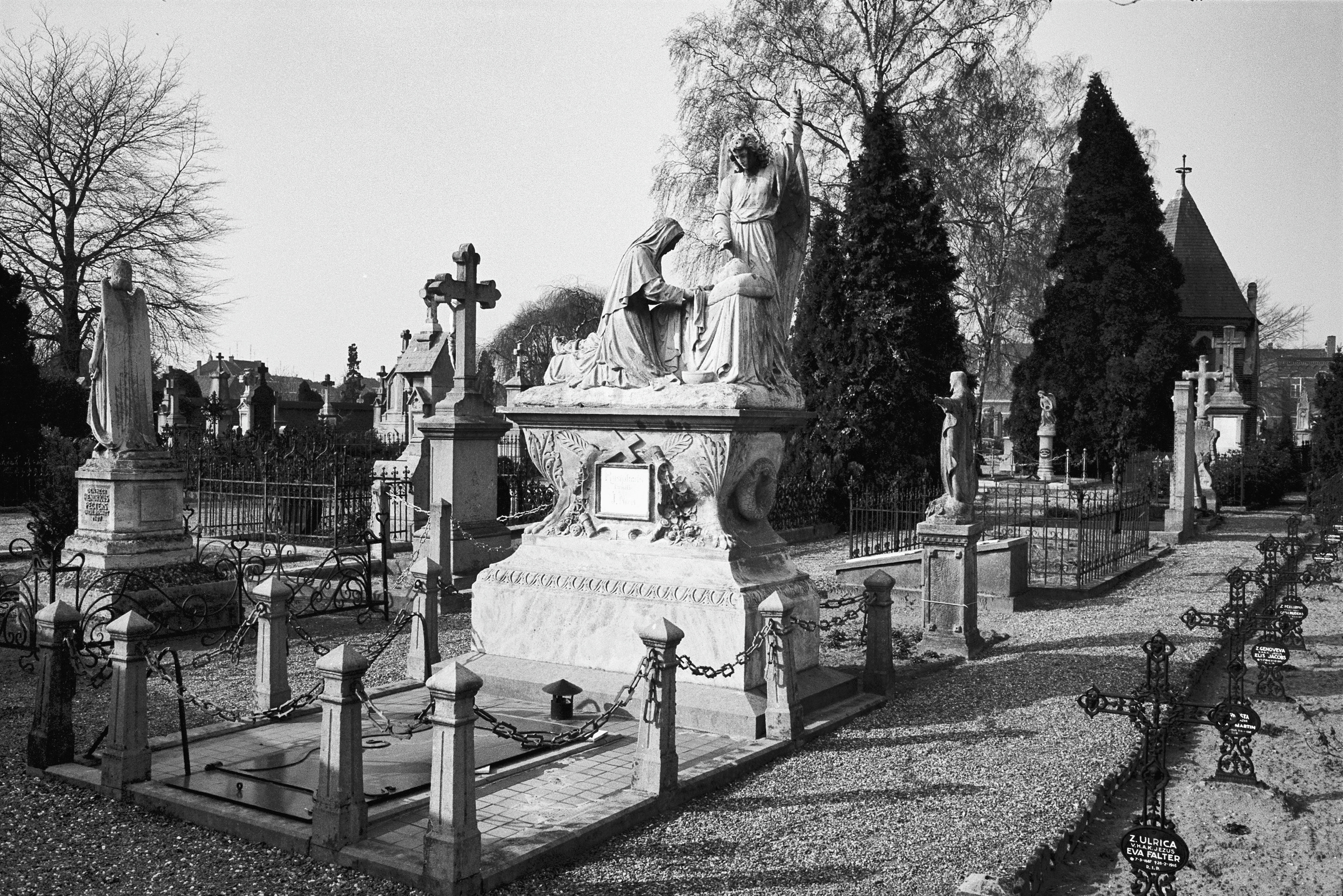

Voor het monument ligt een betegelde vloer, een ijzeren luik met beslag geeft toegang tot de grafkelder. Om het geheel staat een laag hekwerk van schakelkettingen tussen hardstenen zuiltjes. Op het graf zijn recentere graftrommels geplaatst.

## Waardering
Het grafmonument werd in 2002 als rijksmonument in het Monumentenregister opgenomen, het heeft "cultuurhistorische waarde als bijzondere uitdrukking van een geestelijke ontwikkeling in de grafcultuur voor voorname katholieke families. Het grafmonument is tevens van belang als typologische ontwikkeling van grafmonumenten voor de sociale bovenklasse. Het grafmonument bezit architectuurhistorische waarde wegens esthetische kwaliteiten van het ontwerp, het bijzondere materiaalgebruik en de ornamentiek."